# Rolls-Royce V-8 (1905)

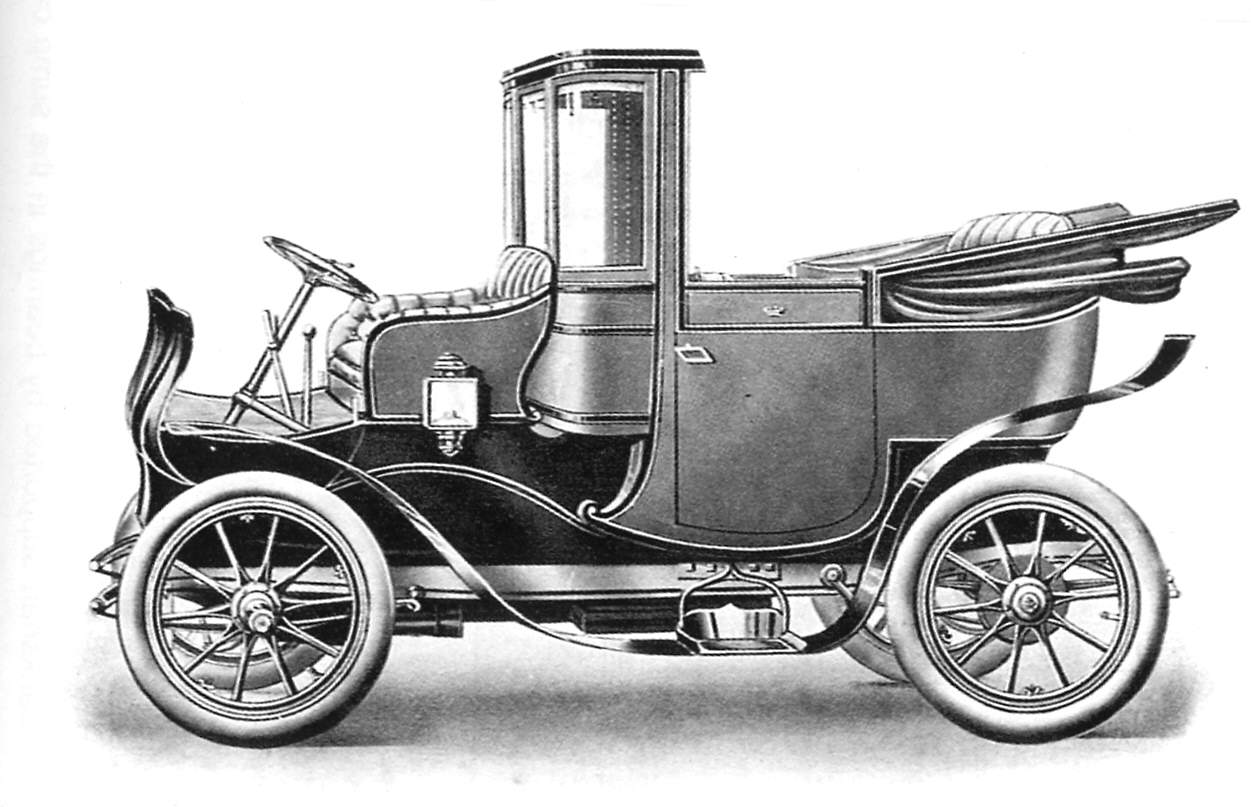
O V-8 com carroceria Landaulet par Excellence

O Rolls-Royce V-8 foi um carro produzido pela Rolls-Royce em 1905 com a intenção de competir com os então populares carros elétricos usados nas cidades.
Claude Johnson, sócio de C. S. Rolls, sugeriu que haveria um mercado para um carro com motor de combustão interna que pudesse competir com o mercado de carros elétricos. Para isso, ele teria que ser silencioso, sem vibração e sem fumaça. O motor também teria que ser montado sob o carro para dar a aparência de um Brougham urbano e, portanto, precisava ser bem raso.
Para competir com os primeiros carros elétricos, o motor tinha um projeto completamente novo, com suavidade e silêncio como principais prioridades, com a potência em segundo plano. A produção do Rolls-Royce V-8 antecedeu em uma década a primeira produção em massa de um motor V8, pela Cadillac, e três anos depois, Léon Levavasseur construiu o primeiro motor V-8 de qualquer tipo, com seu motor de aviação Antoinette 8V patenteado e refrigerado a líquido, também pioneiro na injeção direta de gasolina para seu sistema de indução.
Henry Royce projetou o motor em um V-8 de 3.535 cc, com válvulas laterais e ângulo de 90 graus. Para reduzir a emissão de gases, a lubrificação por gotejamento, então comum, foi substituída por um sistema de pressão. A potência também parece ter sido limitada para maximizar a suavidade do funcionamento.
Dois estilos de carroceria foram propostos: um Landaulet par Excellence para atacar o mercado de veículos elétricos urbanos e o Legalimit. Na realidade, o Legalimit podia atingir 41,8 km/h, mas o motor era regulado de forma a não exceder o limite de velocidade legal na Grã-Bretanha na época, de 32,2 km/h.
O Legalimit tinha o motor montado convencionalmente na frente, mas sob um capô muito baixo. Apenas um exemplar do V-8 foi vendido, um Legalimit (número de chassi 40518), para Sir Alfred Harmsworth. Este foi posteriormente retomado pela fábrica. Os três carros parecem ter sido usados como carros de fábrica ou para visitas a clientes. A Rolls-Royce encomendou mais três chassis para entrega em 1906, mas não há evidências de que tenham sido fabricados.
Embora o carro não possa ser considerado um sucesso, lições aprendidas com o projeto do motor foram posteriormente utilizadas nos modelos de seis cilindros, o que ajudou a consolidar o nome Rolls-Royce.
O V-8 de 1905 é o único modelo de carro fabricado pela Rolls-Royce do qual não há exemplares existentes. Embora nenhum exemplar tenha sobrevivido, a Rolls-Royce pelo menos se destaca como a primeira a conceber um carro de passeio projetado desde o início como um V-8.